# Mesochorus grenadensis
Mesochorus grenadensis är en stekelart som beskrevs av William Harris Ashmead 1900. Mesochorus grenadensis ingår i släktet Mesochorus och familjen brokparasitsteklar. Inga underarter finns listade i Catalogue of Life.